# The Mighty Mighty Bosstones
The Mighty Mighty Bosstones foi uma banda norte-americana de ska-core formada em Boston, Massachusetts em 1983. Desde o início da banda, o vocalista Dicky Barrett, o baixista Joe Gittleman, o saxofonista tenor Tim "Johnny Vegas" Burton e o dançarino Ben Carr permanecem juntos na banda. O line-up também inclui o baterista Joe Sirois, o saxofonista Kevin Lenear, o guitarrista Lawrence Katz e trombonista Chris Rhodes.
Os Bosstones, popularmente conhecidos, são frequentemente creditados como um dos progenitores do gênero ska punk e criadores de seu sub-gênero ska-core, uma forma de música que mistura elementos de ska com punk rock e hardcore.
Anunciaram o fim das atividades da banda em 2022.

## Discografia

### Álbuns de estúdio
- Devil's Night Out (1989)
- More Noise and Other Disturbances (1992)
- Don't Know How to Party (1993)
- Question the Answers (1994)
- Let's Face It (1997)
- Pay Attention (2000)
- A Jackknife to a Swan (2002)
- Medium Rare (2007)
- Pin Points & Gin Joints (2009)
- The Magic of Youth (2011)